# Francesco Malatesta
Francesco Malatesta (5 de junho de 1907, data de morte desconhecida) foi um ciclista italiano. Competiu nos Jogos Olímpicos de 1928 em Amsterdã, onde terminou em quarto lugar na prova de tandem (2,000 m).